# 谢米兰

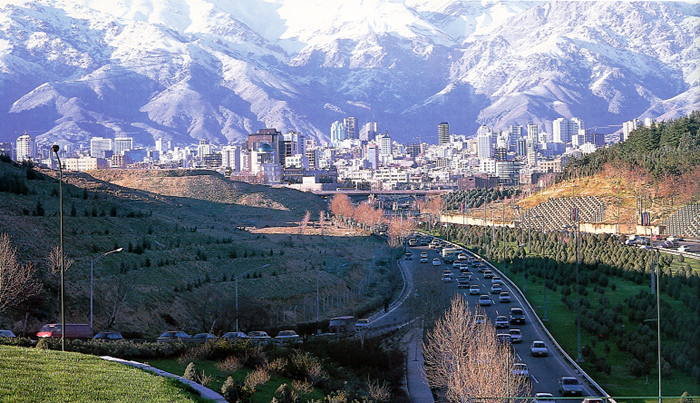
谢米兰，背后为厄尔布尔士山脉

谢米兰（波斯語：شمیران，Shemiran）是伊朗德黑兰北部的城市，也是德黑兰省谢米兰县的行政中心。谢米兰是大德黑兰的一部分，有时也被人当做德黑兰的一区，称作谢米兰区。
谢米兰位于厄尔布尔士山脉南麓，是伊朗社会富裕阶层的聚居地，多数驻伊使馆位于该地。

## 历史

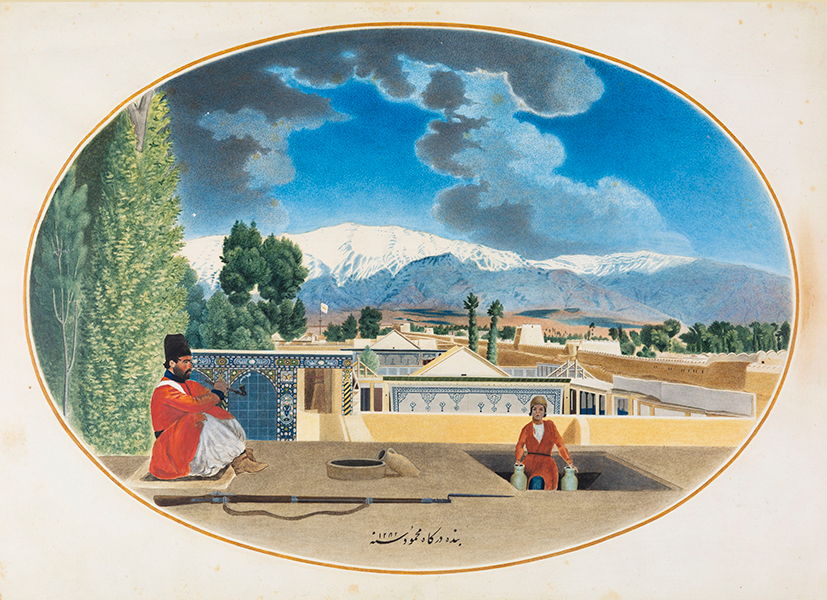
从古列斯坦宮眺望谢米兰山脉，1904年绘

谢米兰过去曾是德黑兰北部的避暑胜地，卡扎尔王朝和巴列维王朝的数座夏宫位于此地，如萨阿德阿巴德宫、尼亚瓦兰宫等。随着德黑兰城市化的发展扩张，谢米兰逐渐并入德黑兰市，如今由德黑兰市第一区和第三区管辖。
从19、20世纪开始，伊朗社会的精英阶层大多聚集在谢米兰，包括鲁霍拉·穆萨维·霍梅尼的故居。谢米兰也是外国使馆集中的区域。

## 名称
谢米兰有时也用复数形式谢米兰纳特（Shemiranat）来称呼。一般认为，谢米兰的“兰”（-ran）意为“地方、地区”，而“谢米”（shemi-）可能是“高”或者“寒冷”之意。
35°51′56″N 51°32′56″E / 35.86556°N 51.54889°E